# Gerdy Troost
Gerhardine «Gerdy» Troost (Stuttgart, 3 de marzo de 1904-Bad Reichenhall, 30 de enero de 2003) fue una arquitecta alemana y la esposa del predecesor de Speer, Paul Ludwig Troost.

## Biografía
Era hija de un comerciante de arte con sede en Bremen Andresen, quien dirigía varios talleres de arte en madera. Después de abandonar la escuela (1910 a 1920), trabajó en la compañía de su padre, donde conoció a Paul Ludwig Troost en 1923. Ambos se mudaron a Múnich en 1924 y se casaron en 1925. A través de su esposo, conoció a Adolf Hitler en 1930 y se unió al NSDAP en 1932. 
Después de la muerte de su esposo en 1934, Gerdy Troost continuó administrando su oficina de arquitectura junto con su exempleado Leonhard Gall. Supervisó la construcción de la Casa de Arte Alemán en la Prinzregentenstraße de Múnich, que su esposo había proyectado. Además, rediseñó la Königsplatz y fue responsable de varios «edificios del Führer» y monumentos; junto con Gall, también diseñó la arquitectura interior de la casa de campo Berghof de Hitler en el Obersalzberg.
Más tarde se dedicó cada vez más al arte y la artesanía y, entre otras cosas, hizo obsequios para Hermann Göring y Benito Mussolini. En 1935 se convirtió en miembro de la junta de la Casa del Arte Alemán. Fue nombrada profesora el 20 de abril de 1937. en 1938 recibió un puesto de asesoría en Bavaria Filmkunst GmbH. En el mismo año publicó el libro Das Bauen im neue Reich, una obra de referencia sobre la autocomprensión de la arquitectura nazi. 
Hasta el final de la guerra permaneció activa en el área de Hitler como consultora de arquitectura. En 1943, recibió una subvención de 100 000 Reichsmarks de Hitler. Como parte de la desnazificación, fue clasificada como «persona menos incriminada» (Minderbelastete) en la Cámara Principal de Apelaciones de Múnich y sentenciada al pago de 500 DM y diez años de prohibición profesional . Después de este tiempo, Troost trabajó nuevamente y vivió hasta su muerte en Schützing (Haiming) en la Alta Baviera. 
Siguió siendo una confidente cercana y compañera de Winifred Wagner incluso después de 1945.